# سروش پلاس
سروش‌پلاس که پیش‌تر با نام سروش شناخته می‌شد یک نرم‌افزار پیام‌رسان ایرانی است. این پیام‌رسان دارای نسخه‌های رسمی اندروید و آی‌اواس برای تلفن‌های همراه هوشمند، و نسخه‌های آزمایشی برای ویندوز، مک و لینوکس برای رایانه‌های شخصی می‌باشد.
پس از فراگیر شدن تلگرام در ایران، این نرم‌افزار از جمله پیام‌رسانی‌هایی بود که به عنوان جایگزین تلگرام پیشنهاد شد. به ادعای برخی منتقدان، این پیام‌رسان کپی‌برداری از کد منبع باز تلگرام است اما سرورهای آن در ایران قرار دارد. با این حال، مدیر تیم فنی پیام رسان سروش این ادعا که در این نرم‌افزار از کد تلگرام کپی‌برداری شده تکذیب کرده است.
وبگاه رسمی این پیام‌رسان در مورد شمار نصب سروش ادعا کرد تا ۱۷ اردیبهشت ۱۳۹۷ بیش از ۱۰ میلیون بار نصب شده است.
بر پایه مصوبهٔ شورای عالی فضای مجازی، دولت ایران موظف شده از پیام‌رسان‌های ایرانی از جمله سروش حمایت کند. اما پیام‌رسان‌ها هنوز از عدم حمایت کافی و عمل نکردن دولت به این مصوبه، گله‌مندند.
برای ترغیب هرچه بیشتر مردم برای استفاده از این پیام رسان، در ابتدای سال ۱۳۹۷ اعلام شد که حجم اینترنت استفاده شده با استفاده از این پیام‌رسان تا آخر سال ۱۳۹۷ رایگان است و تبلیغات گسترده‌ای بر این موضوع انجام شد. اما تنها پس از گذشت چند ماه در ابتدای تیر ماه سال ۱۳۹۷ بدون هیچ گونه اعلام قبلی این ویژگی حذف شد و هزینه اینترنت مصرفی توسط این پیام‌رسان مانند بر مشترکین تحمیل شد. چندی بعد مدیرعامل این پیام‌رسان رسماً اعلام کرد که اینترنت مصرفی این پیام‌رسان رایگان نیست.
با وجود صرف هزینهٔ بسیار و تلاش‌های گسترده برای جا انداختن پیام‌رسان سروش به جای تلگرام، در اسفند ۱۳۹۸ سازمان صداوسیما فراخوان مزایدهٔ سروش را آگهی کرد.
در سال ۱۳۹۸ با افزوده شدن برخی قابلیت‌های جدید به سروش پلاس تغییر نام داد.

## پیشینه
نرم‌افزار سروش در بهمن ۱۳۹۴ نسخهٔ آزمایشی خود را به بازار عرضه کرد و تا بهمن ۱۳۹۵ نزدیک به ۷۰۰ هزار کاربر فعال داشت. قرار بود این پیام‌رسان تا پایان زمستان ۱۳۹۵ به‌طور رسمی رونمایی شود.
این نرم‌افزار تحت حمایت سازمان صدا و سیمای جمهوری اسلامی ایران گسترش یافته و بخش عمده‌ای از سهام این شرکت متعلق به صدا و سیما است.
در فروردین ۱۳۹۷، به دلیل تحریم‌های ایالات متحدهٔ آمریکا این پیام‌رسان از اپ استور حذف شد.

## امنیت کاربران
طبق ادعای سروش، این پیام‌رسان اطلاعات مخاطبان را ذخیره و از آن‌ها استفاده می‌کند، اما این اطلاعات را در اختیار شخص یا شرکت ثالثی قرار نمی‌دهد؛ هرچند که درستی این ادعا جای تأمل دارد.
- در بند ۵ قوانین شرایط عضویت آمده است که:

«سروش مجاز است در هر زمان که مشخص شد شناسه(ID) انتخاب شده مغایر با مشخصات سازنده یا مدیران کانال است با/بدون اطلاع قبلی شناسه کانال را تغییر یا کانال را غیرفعال نماید. مرجع تشخیص در این زمینه، سروش است.»
- در بند ۲ قوانین محتوای رد و بدل شده در سروش آمده است که:

کاربران مجاز به انتشار محتوای خلاف واقع، غیراخلاقی و غیرقانونی نمی‌باشند و عواقب آن برعهده خود کاربر خواهد بود.
- در بند ۵ قوانین شرایط استفاده آمده است که:

کاربر آزاد است تا در چهارچوب قوانین این توافقنامه و قوانین جمهوری اسلامی ایران، اقدام به استفاده از بخش‌های مختلف سروش نماید. لازم است ذکر شود عواقب تخطی از این بند، بر عهده خود کاربر می‌باشد. در این خصوص سروش خود را توسعه دهنده سرویس دانسته و مسئولیت نحوه استفاده از این سرویس بر عهده کاربر است.
- در بند ۶ قوانین شرایط استفاده آمده است که:

سروش می‌تواند حساب کاربری کاربران ناقض قوانین، و همچنین کاربرانی که بیش از یک سال از آخرین فعالیت آن‌ها می‌گذرد را با/بدون اطلاع قبلی به صورت موقت یا دائم غیرفعال نماید.

## مشکلات امنیتی
در سال ۱۳۹۷ میلاد نوری (برنامه‌نویس و کارشناس امنیت ایرانی) ضعف امنیتی این پیام‌رسان را در صفحه مجازی خود منتشر کرد که از طریق آن به شماره تلفن همراه اعضای یک گروه دسترسی پیدا کرده بود و شماره محمد جواد آذری جهرمی (وزیر وقت ارتباطات) را به عنوان نمونه در یافته‌های خود ذکر نمود. این پیام‌رسان از شمارهٔ تلفن همراه کاربران به عنوان آی‌دی استفاده می‌کرد در نتیجه شمارهٔ تلفن همراه کاربران یک گروه توسط سایر اعضا و مدیر گروه قابل مشاهده بود. به گفتهٔ سید میثم سیدصالحی، مدیر وقت پیام‌رسان سروش، این مشکل در ۱۵ فروردین ۱۳۹۷ برطرف شد.

## جایگزین تلگرام
قرار است این نرم‌افزار در تلویزیون ایران پشتیبانی تبلیغاتی شود و اعتراضات اجتماعی به حذف تلگرام را برای ۴۵ میلیون کاربر ایرانی آن کاهش دهد. همچنین این پیامرسان از اردیبهشت ۱۳۹۷ قابلیتی برای کاربرانش فراهم ساخت که بتوانند با استفاده از یک ربات تلگرامی محتواهای مهم خود را از تلگرام به سروش منتقل و آرشیو کنند. اما از سوی دیگر برخی آن را کپی ضعیفی از تلگرام می‌دانند و سرعت پایین در اتصال، سرعت پایین در انتقال پیام، سرعت پایین در آپلود یا دانلود فیلم را از نقاط ضعف پیامرسان سروش می‌دانند. با این حال مدیر تیم فنی پیام رسان سروش این ادعا که در این نرم‌افزار از کد تلگرام کپی‌برداری شده تکذیب کرده است.
به ادعای ایسپا (که تحت مدیریت حسام‌الدین آشنا مشاور حسن روحانی قرار دارد) به نقل از یورونیوز، در نظرسنجی ای که در مهر ماه ۱۳۹۷، حدود ۶ ماه پس از فیلترینگ تلگرام، توسط مرکز افکارسنجی دانشجویان ایران انجام شد، مشخص شد که علی‌رغم فشار گسترده حکومت ایران برای مجبور کردن مردم به استفاده از پیام رسان‌های داخلی به جای تلگرام، باز هم اکثریت کاربران از این پیام رسان استفاده می‌کنند. طبق این نظرسنجی، ۶۲٫۵ درصد از پاسخگویان اعلام کردند قبل از فیلتر تلگرام از این پیام‌رسان استفاده می‌کردند و در مهر ماه ۱۳۹۷، ۴۷٫۳ درصد از کل پاسخگویان اعلام کرده‌اند همچنان از تلگرام استفاده می‌کنند که این عدد نسبت به خرداد ماه تقریباً ثابت مانده است.
بر اساس یافته‌های این نظرسنجی پیام‌رسان سروش که قبل از فیلترینگ تلگرام دو درصد کاربر داشته است در خرداد ماه سال جاری تعداد کاربرانش به ۱۳٫۲ درصد افزایش داشته اما در مهر ماه این رقم به ۴٫۳ درصد کاهش یافته است.
برخی نسخه‌های غیررسمی تلگرام که توسط حاکمیت کنترل می‌شوند بدون فیلتر ولی با سانسور در اختیار عموم قرار دارد.

## شکست و فروش
در اردیبهشت ۱۳۹۸ معاون وزیر ارتباطات ایران اذعان کرد که پیام‌رسان‌های‌های داخلی به علت فیلترینگ تلگرام و جایگزینی آن با پیام‌رسان ایرانی مورد استقبال قرار نگرفته و با شکست مواجه شدند. در اسفند همان سال سازمان صدا و سیما، طی یک آگهی پیام‌رسان سروش را به مزایده گذاشت.

## امکانات
- تبادل پیام بین دو یا چند نفر
- ایجاد کانال
- ارسال و آپلود فایل (شامل عکس و فیلم و فایل) تا حداکثر ۱۰۲۴ مگابایت[۳۹][۴۰]
- برقراری تماس صوتی (مصرف حجم اینترنت: ۹کیلوبایت بر ثانیه[۳۹] یعنی حدود یک و نیم برابر مصرف حجم تلگرام[۴۱][۴۲])
  - همچنین سروش مدعی شده که تماس صوتی را حداقل دو سال زودتر از واتس‌اپ ارائه کرده است[۴۳][۴۴] در حالیکه واتساپ امکان تماس صوتی را در آخر سال ۱۳۹۳ معرفی کرده است و در تیر ماه ۱۳۹۵ (حدود ۱۵ ماه پس از معرفی این امکان) رکورد صد میلیون تماس صوتی روزانه را ثبت کرده است.[۴۵] (مقایسه شود با تاریخ تأسیس سروش در سال ۱۳۹۴[۴۳])
  - سروش مدعی شده است که تماس صوتی در این پیام رسان ارزانترین روش برقراری تماس است و روش‌های دیگر برقراری تماس صوتی اینترنتی را دقیقه ای ۳۷ تومان محاسبه کرده است[۴۳] این در حالیست که این پیام رسان در هر دقیقه حدود ۶۰۰ کیلوبایت حجم اینترنت مصرف می‌کند[۴۳] اما واتس اپ به‌طور متوسط برای هر تماس صوتی کمتر ۳۰۰ کیلوبایت در دقیقه مصرف می‌کند.[۴۶] که مطابق قیمت اینترنت ادعا شده در وبلاگ سروش، هزینه این تماس تنها ۱٫۳ تومان بر دقیقه خواهد شد.
- سایر امکانات مانند مکان نمایی، سرویس آب و هوا، خرید شارژ آسان، پرداخت قبوض و سرویس اوقات شرعی[۴۷]

### دیدگاه کاربران
کاربران نظرات مختلفی در مورد این برنامه اندرویدی دارند که این نظرات ممکن است متأثر از جناح‌گیری سیاسی افراد برای حمایت یا انتقاد از آن باشد.
طبق نظرات درج شده کاربران در گوگل پلی، عموم کاربران از امنیت اطلاعاتشان در سروش ابراز نگرانی می‌کنند. همچنین مشکلات قابل ملاحظه‌ای در رابطه با سرعت و کیفیت تبادل اطلاعات در این پیام‌رسان گزارش شده است. محمدجواد آذری جهرمی، وزیر وقت ارتباطات، نیز به عدم اعتماد مردم به این پیام‌رسان اذعان کرد.

### ادعای ایجاد حساب کاربری بدون اجازه کاربران
تعدادی از کاربران مدعی شدند با نام، عکس و شماره تلفن آن‌ها در سروش حساب کاربری ساخته شده است. افزایش این ادعاها باعث شد برخی نمایندگان مجلس نسبت به این موضوع و خدشه دار شدن اعتماد در پیام‌رسان‌های داخلی ابراز نگرانی کنند.
این موارد منجر به واکنش توییتری مدیر سروش شد وی در توییتی اعلام کرد: «تمامی کاربران سروش واقعی هستند و وجود هرگونه اکانت بدون اطلاع صاحب شماره به هیچ عنوان ممکن نیست. تنها روش فعال‌سازی اکانت در سروش اعلام شماره همراه و ورود کد فعال‌سازی است، کاربران سروش پس از وارد کردن شماره همراه خود در پیام‌رسان کد فعال‌سازی خود را از طریق پیامک در تلفن همراه دریافت می‌کنند و صرفاً با وارد کردن کد دریافتی می‌توانند از امکانات پیام‌رسان استفاده کنند. اگر فردی مدعی است حسابی با شماره شخصی خود و بدون اطلاع قبلی در سروش دارد می‌تواند موضوع را از طریق پشتیبانی سروش پیگیری کند.»
وزیر ارتباطات و فناوری اطلاعات نیز دربارهٔ این موضوع واکنش نشان داد و گفت: «در مورد ابهاماتی که در خصوص عضویت بی‌اختیار در پیام‌رسان سروش به وجود آمده، مرکز ملی فضای مجازی در حال بررسی است. مطالبی که به ما واصل شده را در اختیار مرکز ملی قرار داده‌ایم.»

## جستارها وابسته
- تلگرام در ایران
- اینستاگرام
- تلگرام
- پیام‌رسان فوری
- واتس‌اپ